# Prielom Hornádu
Prielom Hornádu je nejdelší soutěska ve Slovenském ráji.

## Přírodní podmínky
Řeka Hornád vtéká do soutěsky v Hrdlu Hornádu dva kilometry jižně od obce Hrabušice, kilometr východně od turistického centra Podlesok. Řeka ve skutečnosti soutěsku opouští až u Smižanské maši kilometr jihozápadně od obce Smižany, Prielom Hornádu se však nazývá pouze úsek mezi Hrdlem Hornádu a ústím Bieleho potoka nedaleko Čingova.

## Turistika

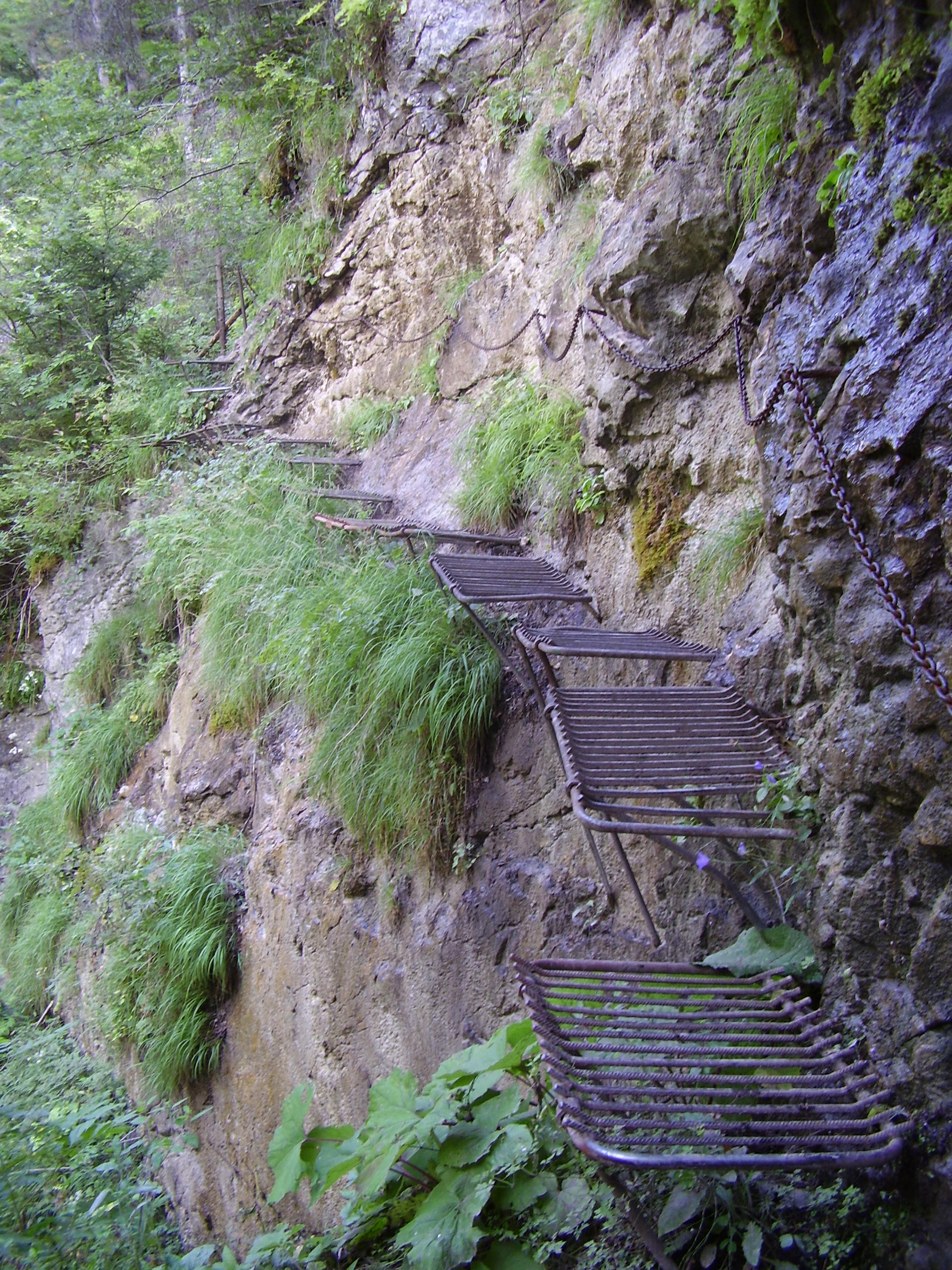
Stupačky zabezpečující průchod roklí

Soutěska je jako jediná ve Slovenském ráji průchozí obousměrně. Nevede vzhůru proti toku potoka jako většina ostatních, ale vodorovně nad korytem řeky. Rokle je zabezpečena vodorovnými žebříky a stupačkami.

### Průchod roklí
- Hrdlo Hornádu (0 minut, most přes řeku)
- průchod úseky se stupačkami a po stezce podél řeky
- Kláštorská roklina - ústí (1 hodina, připojení se Kláštorské rokle, lanová lávka přes řeku)
- průchod několika krátkými úseky se stupačkami a po stezce vysoko ve srázu nad Hornádem
- Letanovský mlýn (2 hodiny, Kartuziánský most přes řeku, cesta do obce Letanovce)
- průchod dlouhou sérií stupaček a po stezce podél řeky
- Biely potok - ústí (3 hodiny, připojení se Tomášovskej Belej)

Zde končí úsek zvaný 'Prielom Hornádu, rokle však dál pokračuje
- cesta po zpevněné cestě u řeky
- Čingov (3 hodiny, 30 minut, turistické centrum)
- cesta podél řeky na Brněnské louce přechod přes řeku a průchod kolem hráze Smižanské Maši
- Smižany (4 hodiny, 0,5 km před řeka opouští soutěsku)

Rovnoběžně se soutěskou vede lesem po hřebeni turistická značená cesta.

## Chráněné území
Prielom Hornádu je národní přírodní rezervace v oblasti Slovenský raj. Nachází se v katastrálním území obcí Letanovce, Hrabušice a Spišské Tomášovce v okrese Spišská Nová Ves v Košickém kraji. Území bylo vyhlášeno v roce 1964 a novelizováno v roce 1976 na rozloze 290,49 ha. Ochranné pásmo nebylo stanoveno.